# FFV Bonus
FFV Bonus – szwedzki pocisk kasetowy kalibru 155 mm przenoszący dwa samonaprowadzające się podpociski przeciwpancerne.
Bonus został opracowany w firmie FFV Bofors Ordnance. Jest to pocisk dalekonośny wyposażony w gazogenerator. Po wystrzeleniu zapalnik czasowy rozcala pocisk na wysokości około 1000 m nad celem. Podpociski o masie 6,5 kg są wyposażone w rozkładane stabilizatory, które zapewniają stabilny lot po torze spiralnym, oraz czujnik podczerwieni. Czujnik uaktywnia się na wysokości 150 m. Po wykryciu celu w jego kierunku zostaje odpalony pocisk formowany wybuchowo o prędkości do 2000 m/s.
FFV Bonus jest produkowany seryjnie i znajduje się na uzbrojeniu armii szwedzkiej.

## Dane taktyczno-techniczne
- Kaliber: 155 mm
- Długość: ? mm
- Masa: 42,5 kg
- Liczba podpocisków: 2 szt.
- Donośność: 25 000 m